# Dobre (obwód wołyński)
Dobre (ukr. Добре) – wieś na Ukrainie, w obwodzie wołyńskim, w rejonie kamieńskim, siedziba administracyjna rady wiejskiej. W 2020 roku liczyła 1200 mieszkańców.

## Historia
Pierwsze wzmianki o miejscowości pochodzą z końca XVI wieku, kiedy opisywana była jako własność A. Baranowskiego. 
W II Rzczypospolitej wieś należała do gminy wiejskiej Chocieszów w powiecie koszyrskim, w województwie poleskim. W 1921 roku liczyła 1229 mieszkańców (628 kobiet i 601 mężczyzn) i znajdowały się w niej 244 budynki mieszkalne. 673 osoby zadeklarowały narodowość „tutejszą”, 551 – rusińską (ukraińską), 5 – żydowską. 1224 osoby deklarowały przynależność do wyznania prawosławnego, 5 – do mojżeszowego.
Do 1964 roku miejscowość nosiła nazwę Borki (ukr. Бірки, Birky).